# Adam de Craponne

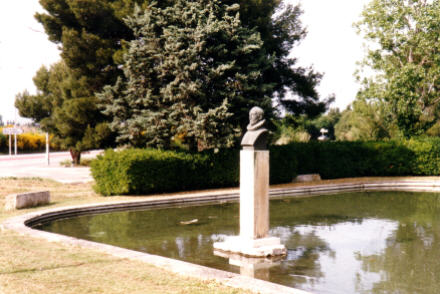
Bust a Lamanon

Adam de Craponne, nascut a Salon-de-Provence el 1526 i mort enverinat a Nantes el 1576, fou un noble provençal i enginyer.

## Biografia
Adam de Craponne va construir, entre 1557 i 1558, el canal que porta el seu nom, que va permetre regar la Crau amb l'aigua que provenia de la Durance. Craponne va finançar-ne personalment els treballs, però també va haver de manllevar diners, sobretot de Nostradamus. Els treballs d'aquest canal i les opcions tècniques de Craponne van inspirar Pierre-Paul Riquet, per tal de construir el Canal del Migdia.